# 台灣基層護理產業工會
台灣基層護理產業工會(以下簡稱基護工會)（英譯名為Taiwan Radical Nurses' Union，簡稱TRNU），會址於台北市松山區八德路四段181巷22號1樓。

## 成立起源
- 根據衛生署統計，2012年一年來發生了多起護理人員自殺和工殤事件[1][2][3][4][5]，特此由基層護理人員自行組織，並於同年內由中華民國內政部登記立案。

## 籌備期間
- 2011年基層護理人員從臉書成立「台灣護理人員諮詢協助團」到「台灣基層護理產業工會」 （页面存档备份，存于），2012年基護工會籌備會成員針對護病比議題、 畸型班表 （页面存档备份，存于）及護理人員過勞問題，在北中南東舉辦說明會，直指衛生署及醫療院所雇主罔顧民眾安全及勞工勞動權益。[6]

## 大事紀
- 2012年衛生署繼四月推出延長實習護士年限[7]，九月提議開辦兩年制學士後護理養成公費生制度[8]，這些政策爆發護理人員長久以來對體制的不滿與質疑。基護工會檢視各項政策的弊病及可行性，向政府呼籲「開錯處方！」，號召更多的基層護理人員以一人一信傳達基層護理人員心聲，嘗試阻止錯誤的政策。同樣也在2012年，基護工會分別在4月25日[9]、4月27日[10]、5月1日[11]、5月12日[12]、6月10日[13]發動及參與五波遊行抗議行動，提出「畸型班表」 （页面存档备份，存于）及護士過勞問題，要求勞委會及衛生署正視護理勞動現況，及民眾被矇蔽的照護品質議題。

## 抗爭及訴求
- 基護工會成立後的首要實質施行會員制，落實基護工會「小群組設置辦法」與組織發展，以 「畸型班表」 （页面存档备份，存于）與護理工殤、過勞的議題作為勞動教育主題，捲動護理人員勞動權益覺醒。並持續要求衛生署邀請勞委會及基護工會，訂定大夜換班合理休息時間下限為48小時，並明文禁止大夜接小夜、小夜接白班。衛生署應將「勞基法第34條[14]，一週一班別」納入醫院評鑑必要通過項目;並要求勞委會對違法院所開罰及予以公告。[15]

- 基護工會持續追蹤監督、承接各種護理工傷之勞動過程、職災經驗，深化理解護理職災勞動者的勞雇職場經驗，進一步發展護病雙贏之政策建議。

## 正式成立
「台灣基層護理產業工會」已於2012年11月4日於臺北市非政府組織會館(NGO會館)正式成立。